# Bimenes
Bimenes település Spanyolországban, Asztúria autonóm közösségben. Bimenes Siero, Nava, Llaviana és San Martín del Rey Aurelio községekkel határos. Lakosainak száma 1649 fő (2024).

## Népesség
A település népessége az utóbbi években az alábbiak szerint változott:
| Lakosok száma | 2891 | 4397 | 3304 | 2490 | 2212 | 1909 | 1894 | 1768 | 1681 | 1649 |
|               | 1900 | 1950 | 1981 | 1994 | 1999 | 2006 | 2010 | 2015 | 2019 | 2024 |